# Cristoforo II di Danimarca
Cristoforo II di Danimarca (29 settembre 1276 – Sorø, 2 agosto 1332) fu re di Danimarca dal 1320 al 1326 e nuovamente dal 1329 fino alla morte.

## Biografia
Cristoforo II nacque il 29 settembre 1276, figlio secondogenito del re di Danimarca Eric V e di Agnese, figlia del margravio di Brandeburgo Giovanni I e di Brigitta di Sassonia. Il suo nome è legato al disastro nazionale, poiché il suo regno finì con la quasi totale dissoluzione dello stato danese.
In quanto fratello di Re Eric VI, Cristoforo era un possibile erede al trono. Da giovane, con il titolo di Duca d'Estonia, appoggiò le politiche del fratello. Tra le altre cose arrestò l'Arcivescovo Jens Grand nel 1294. Successivamente si unì all'opposizione e andò in esilio alla morte di Eric nel 1319. 
I magnati volevano un potere reale debole, ed egli venne accettato come re nel 1320; in cambio firmò un handfaestning contrattuale, era la prima volta che questo tipo di documento veniva usato come statuto di incoronazione. Cristoforo ricevette un iniziale "stato di bancarotta" nel quale parti vitali del regno erano state ipotecate a magnati tedeschi e danesi. Le condizioni dello statuto erano molto dure, perché limitavano le sue possibilità di tassazione, oltre a richiedergli dei pagamenti. 
Negli anni successivi Cristoforo cercò di rafforzare la sua posizione resuscitando la politica di guerra di Eric nella Germania Settentrionale. Ciò risultò in nuove ipoteche e tasse, e ben presto si trovò in conflitto sia con la chiesa che con i magnati. Durante una ribellione nel 1326, venne rovesciato da un'alleanza tra i magnati danesi e il Conte Gerardo III di Holstein. Cristoforo venne costretto all'esilio, mentre il duca Valdemaro dello Jutland meridionale divenne un re fantoccio. 
Fino al 1329 Cristoforo visse in esilio, ma un caos crescente nella "repubblica dei magnati" di Danimarca, e attriti tra Gerardo e il cugino, Conte Giovanni di Plön, fratellastro di Cristoforo, gli diedero un'altra possibilità.
Cristoforo venne ripristinato come re danese (1329-1330) con la cooperazione di Giovanni, ma questa volta venne ridotto alla posizione di fantoccio fin dall'inizio. Gran parte della nazione era ipotecata, ed egli non ebbe alcuna possibilità di far valere il suo potere reale. Nel 1331 un tentativo di usare un nuovo conflitto tra Gerardo e Giovanni, unendosi a quest'ultimo, finì con una netta sconfitta militare a Danevirke.
Alla pace che ne seguì rimase re, ma era un uomo ormai rovinato. Morì a Sorø l'anno seguente. 
Alla sua morte la Danimarca cessò di essere un regno, e per gli otto anni successivi fu costretta da varie ipoteche a un dominio militare tedesco.
Il giudizio dei posteri su Cristoforo è stato normalmente estremamente duro, ed egli è stato spesso visto come un tiranno debole, inaffidabile e incapace— "il re che ipotecò la Danimarca ai tedeschi". Cristoforo per molti aspetti, si limitò semplicemente a portare avanti le politiche del suo predecessore. La linea delle ipoteche era già molto avanzata quando ascese al trono. Ne sarebbe giusto definirlo come un regnante passivo; la ferma resistenza da parte dei magnati danesi e la loro cooperazione con gli Holstein minò in parte la sua libertà d'azione.
Cristoforo ebbe tre figli, l'ultimo dei quali, Valdemar IV Atterdag, avrebbe ripristinato il regno di Danimarca nel 1340.

### Matrimonio e discendenza
Nel 1300 sposò Eufemia, figlia del duca Boghislao IV di Pomerania e di Margherita di Rügen. Dal matrimonio nacquero almeno sei figli:
- Margherita (1305-1340), sposò il duca Ludovico V di Baviera, con il quale ebbe una figlia;
- Eric (1307-1331), coreggente di Danimarca dal 1321, sposò Elisabetta di Holstein-Rendsburg, con la quale non ebbe discendenza;
- Ottone (1310-post 1347), duca di Lolland ed Estonia, rimase celibe;
- Agnese (1312), morta durante l'infanzia;
- Elvige (1315);
- Valdemaro, successore del padre sul trono di Danimarca, sposò Edvige di Schleswig, con la quale ebbe sei figli.

Dalla sua amante Inger Iversdatter Lunge ebbe due figli illegittimi:
- Regitze Christofferdatter Løvenbalk, sposò Peder Stigsen (Krognos) di Krapperup, dalla quale ebbe figli. Da questa figlia discende la linea moderna dei duchi di Schleswig-Holstein ed il casato prussiano degli Hohenzollern.
- Erik Christoffersen Løvenbalk, ha avuto figli. Da questo figlio discende la linea moderna dei duchi di Schleswig-Holstein ed il casato prussiano degli Hohenzollern.

## Ascendenza
|                                        |                                         |                                       | Genitori                                      |  |  | Nonni |  |  | Bisnonni                      |  |  | Trisnonni                    |  |
|                                        |                                         |                                       |                                               |  |  |       |  |  | Valdemaro II, re di Danimarca |  |  | Valdemaro I, re di Danimarca |  |
|                                        |                                         |                                       |                                               |  |  |       |  |  | Valdemaro II, re di Danimarca |  |  | Valdemaro I, re di Danimarca |  |
|                                        |                                         | Sofia di Minsk                        |                                               |  |  |       |  |  | Valdemaro II, re di Danimarca |  |  |                              |  |
| Cristoforo I, re di Danimarca          |                                         |                                       |                                               |  |  |       |  |  | Valdemaro II, re di Danimarca |  |  |                              |  |
|                                        |                                         | Berengaria del Portogallo             | Sancho I, re del Portogallo                   |  |  |       |  |  |                               |  |  |                              |  |
|                                        |                                         | Berengaria del Portogallo             | Sancho I, re del Portogallo                   |  |  |       |  |  |                               |  |  |                              |  |
|                                        |                                         | Berengaria del Portogallo             | Dolce di Barcellona                           |  |  |       |  |  |                               |  |  |                              |  |
| Eric V, re di Danimarca                |                                         | Berengaria del Portogallo             |                                               |  |  |       |  |  |                               |  |  |                              |  |
|                                        |                                         | Sambor II, V duca di Pomerania        | Mestwin I, III duca di Pomerania              |  |  |       |  |  |                               |  |  |                              |  |
|                                        |                                         | Sambor II, V duca di Pomerania        | Mestwin I, III duca di Pomerania              |  |  |       |  |  |                               |  |  |                              |  |
|                                        |                                         | Sambor II, V duca di Pomerania        | Swinisława di Polonia                         |  |  |       |  |  |                               |  |  |                              |  |
| Margherita di Pomerania                |                                         | Sambor II, V duca di Pomerania        |                                               |  |  |       |  |  |                               |  |  |                              |  |
|                                        |                                         | Matilda di Meclemburgo                | Enrico Borwin II, III principe di Meclemburgo |  |  |       |  |  |                               |  |  |                              |  |
|                                        |                                         | Matilda di Meclemburgo                | Enrico Borwin II, III principe di Meclemburgo |  |  |       |  |  |                               |  |  |                              |  |
|                                        |                                         | Matilda di Meclemburgo                | Cristina                                      |  |  |       |  |  |                               |  |  |                              |  |
| Cristoforo II, re di Danimarca         |                                         | Matilda di Meclemburgo                |                                               |  |  |       |  |  |                               |  |  |                              |  |
|                                        | Alberto II, IV margravio di Brandeburgo | Ottone I, II margravio di Brandeburgo |                                               |  |  |       |  |  |                               |  |  |                              |  |
|                                        | Alberto II, IV margravio di Brandeburgo | Ottone I, II margravio di Brandeburgo |                                               |  |  |       |  |  |                               |  |  |                              |  |
|                                        | Alberto II, IV margravio di Brandeburgo | Adele d'Olanda                        |                                               |  |  |       |  |  |                               |  |  |                              |  |
| Giovanni I, V margravio di Brandeburgo | Alberto II, IV margravio di Brandeburgo |                                       |                                               |  |  |       |  |  |                               |  |  |                              |  |
|                                        |                                         | Matilde di Lusazia                    | Corrado II, XXI margravio di Lusazia          |  |  |       |  |  |                               |  |  |                              |  |
|                                        |                                         | Matilde di Lusazia                    | Corrado II, XXI margravio di Lusazia          |  |  |       |  |  |                               |  |  |                              |  |
|                                        |                                         | Matilde di Lusazia                    | Elisabetta di Polonia                         |  |  |       |  |  |                               |  |  |                              |  |
| Agnese di Brandeburgo                  |                                         | Matilde di Lusazia                    |                                               |  |  |       |  |  |                               |  |  |                              |  |
|                                        |                                         | Alberto I, XIX duca di Sassonia       | Bernardo, XVIII duca di Sassonia              |  |  |       |  |  |                               |  |  |                              |  |
|                                        |                                         | Alberto I, XIX duca di Sassonia       | Bernardo, XVIII duca di Sassonia              |  |  |       |  |  |                               |  |  |                              |  |
|                                        |                                         | Alberto I, XIX duca di Sassonia       | Brigitta di Danimarca                         |  |  |       |  |  |                               |  |  |                              |  |
| Brigitta di Sassonia                   |                                         | Alberto I, XIX duca di Sassonia       |                                               |  |  |       |  |  |                               |  |  |                              |  |
|                                        |                                         | Agnese                                | …                                             |  |  |       |  |  |                               |  |  |                              |  |
|                                        |                                         | Agnese                                | …                                             |  |  |       |  |  |                               |  |  |                              |  |
|                                        |                                         | Agnese                                | …                                             |  |  |       |  |  |                               |  |  |                              |  |
|                                        |                                         | Agnese                                |                                               |  |  |       |  |  |                               |  |  |                              |  |